# 菅直人
菅直人（日语：／ Kan Naoto ?，1946年10月10日—），日本政治家，第93任副总理、第94任內閣總理大臣及民主黨常任幹事會代表（黨首）。現為立憲民主黨黨員。
菅直人在1970年代後期參選日本眾議院議員，惟三次敗北而在1980年才首次當選。菅直人於1996年出任厚生大臣，期間公開厚生省刻意隱瞞的文件而震驚日本並令他一舉成名。2009年9月，民主黨首次成為日本的執政黨，菅直人出任副總理外，並兼任經濟財政政策大臣等多項職務。2010年1月7日，菅直人兼任財務大臣職務；6月4日，菅直人當選為民主黨第8任代表及第94任日本首相。2011年任內發生東日本大震災，在福島核災問題上處理失當，使得支持率急跌，民主党在接下來的選舉接連敗北。2011年8月26日，菅直人宣佈辭去民主黨代表（黨首）職務，執政時間共15個月，是從小泉純一郎卸任以來第一位在任超過一年的首相。外交方面，他對中韓相對友好許多，在日本政府任內並也曾就歷史道歉。

## 平民左翼背景
菅直人於1946年10月10日在山口縣宇部市出生，其本籍則為岡山縣建部町。菅直人於1965年在都立小山台高校中學畢業；其後就讀於東京工業大學應用物理系，期間發明了麻將記點計算機并取得其專利權。在大学期间菅直人参加学生运动与校方斗争和反对日美安保条约，并受文革影响组织极左翼学生组织“全学改革推進会議”，後來擔任首相的時候也被自民党和媒体称为左翼政权、左党首相、老左派。因为学生运动的关系，菅直人推迟了一年於1970年大學畢業；翌年，他通過了專利師考試而成為專利師，並在專利法律事務所出任所長。

## 從政
1974年，菅直人協助日本著名婦女運動活動家市川房枝競選日本參議員；1976年至1979年，菅直人均以獨立候選人身份兩次參選眾議院選舉落選；1980年，他加入社會民主連合成功在東京都第18區當選眾議院議員，菅直人自此當選至今十屆。1984年，应中国政府邀请，菅直人代表社会民主联盟参加了规模达3000余人的“日中青年世代友好代表团”，到中国进行访问和联欢活动。回国后，他每年都会从自己的母校东京工业大学邀请50名中国留学生共进晚餐。1993年，菅直人成功當選為眾議院議員後加入執政聯盟，並成為眾議院的外務委員長。1994年1月，菅直人加入新黨先驅。
菅直人於1996年在橋本龍太郎內閣中擔任厚生勞動大臣；由於厚生省刻意隱瞞含有人類免疫缺乏病毒（即艾滋病）血液製劑的問題，菅直人出任厚生大臣後立即徹查事件的來龍去脈，其後公開厚生省隱瞞的報告及有關資料；除此此外菅直人還在有關受難者遺像前下跪合掌。此事震驚全日本；而菅直人的為官作風受到廣泛好評而有「草官打真官」、「官僚殺手」及「焦躁菅」之稱。
1996年9月，菅直人與鳩山由紀夫合作組成民主黨並出任該黨代表（即黨首），並就任該黨政策調查會長。1998年4月，民政黨、新黨友愛等合流組成新的民主黨，菅直人繼續出任該黨代表；同年7月，自民黨在參議院選舉中慘敗，在野黨參議員推舉菅直人為內閣總理大臣，惟眾議院通過小淵惠三為內閣總理大臣導致菅直人未能當選。同年11月9日《週刊文春》指菅直人和女主播戶野本優子進行婚外情，惟菅直人表示二人只是一同過夜；事件最終令菅直人辭去民主黨代表一職。
2002年9月，菅直人出任民主黨幹事長；並於12月第二度出任該黨代表。2003年9月，菅直人促成日本自由黨合併於民主黨；合併後的民主黨在兩個月後的眾議院選舉中奪取177個議席，成為第二大黨。2004年5月，菅直人因被揭發未有繳納年金而第二次被迫辭去黨首職務。菅直人因此而淡出政壇外，還把頭髮剃光並以苦行僧人裝扮巡禮四國八十八箇所。後來年金事務所發現是該所忘記記錄菅直人繳納年金，菅直人重返政壇，2005年連任眾議員。

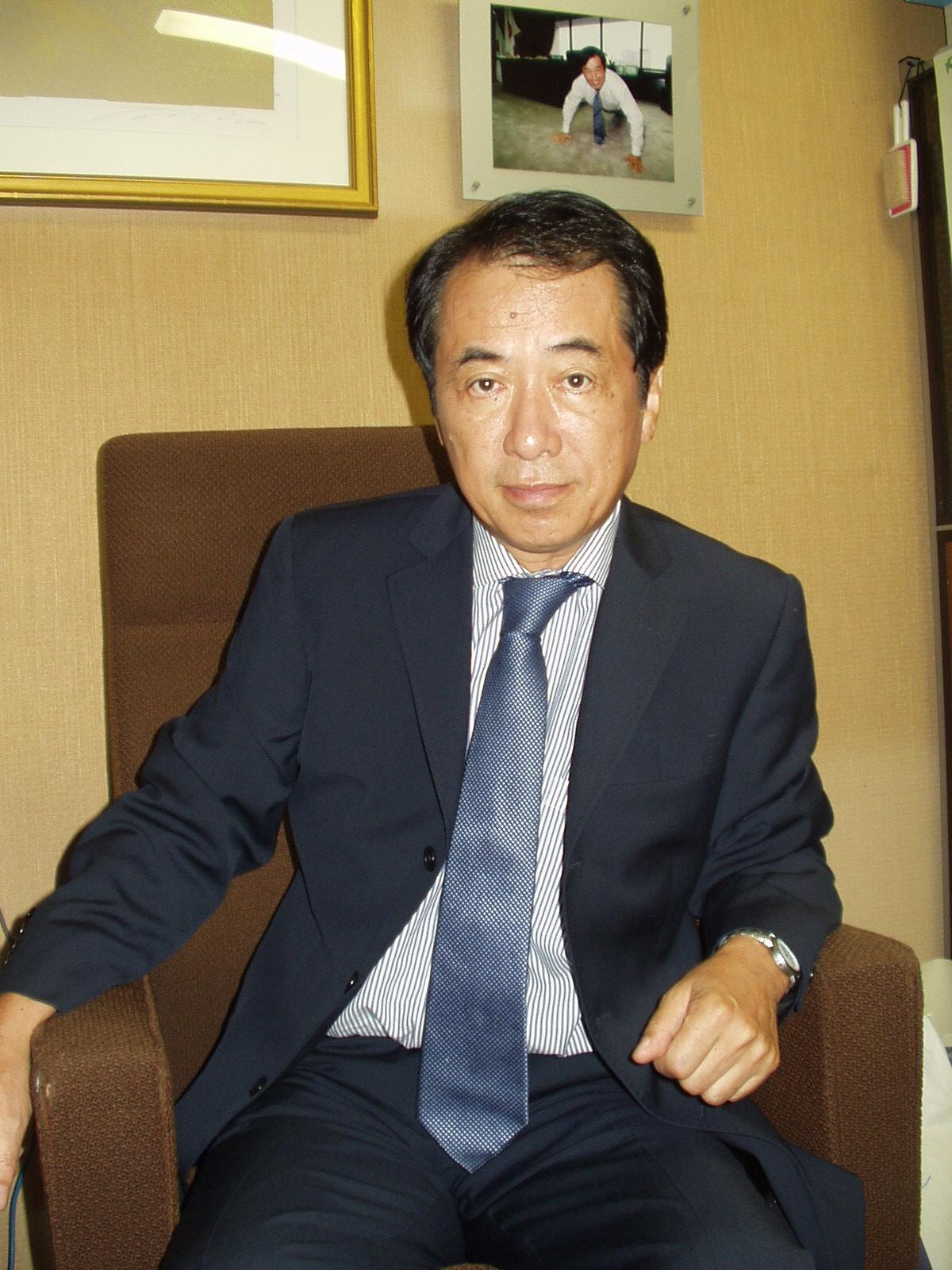
2007年9月的菅直人

2006年4月，菅直人得到民主黨代表小澤一郎、幹事長鳩山由紀夫等支持而出任民主黨代理黨首。2008年12月，菅直人當選為日本眾議院預算委員會首席委員。日本民主黨於2009年8月成為日本執政黨，菅直人出任副總理（副首相），國家戰略擔當大臣，內閣府特命擔當大臣（經濟財政政策、科學技術政策）。2010年1月7日，菅直人兼任副總理，財務大臣，內閣府特命擔當大臣（經濟財政政策）三職。

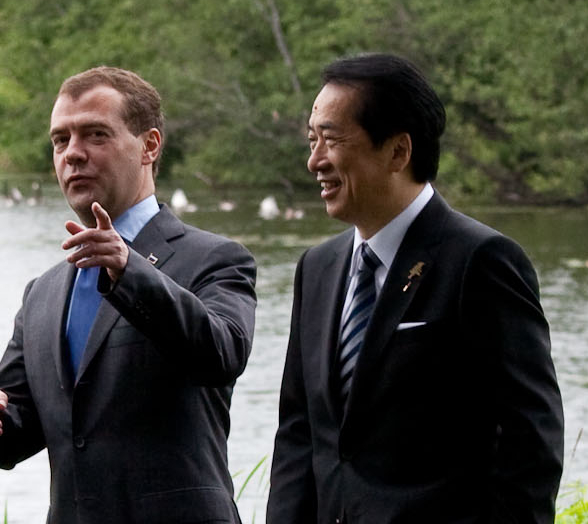
2010年6月25日第36屆八國集團首腦會議上，菅直人與時任俄羅斯總統德米特里·梅德維傑夫會晤

## 出任首相

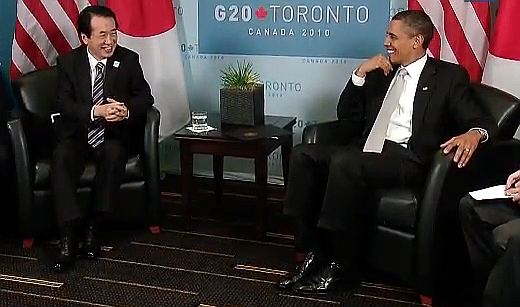
菅直人在2010年二十国集团多伦多峰会与美国总统贝拉克·奥巴马会面

2010年6月2日，鳩山由紀夫因沖繩美軍普天間基地搬遷事件而請辭民主黨代表；菅直人於同日宣佈角逐該黨黨首。6月4日上午，菅直人以291票對129票擊敗樽床伸二成功當選為日本民主黨第13任代表，是他第三次出任黨首；同日下午，菅直人在日本參、眾兩院首相指名選舉中分別以123票及313票擊敗谷垣禎一，當選為日本第94任內閣總理大臣，成為近4年以來第五位的日本首相。
2010年8月10日，日本首相菅直人不顧保守派反對，就《日韩合并条约》签署100周年发表首相谈话。他也在谈话中就日本过去实行的殖民统治表示反省和道歉。
2010年9月14日，菅直人成功擊敗前幹事長小澤一郎，當選日本民主黨代表，保住首相一職。

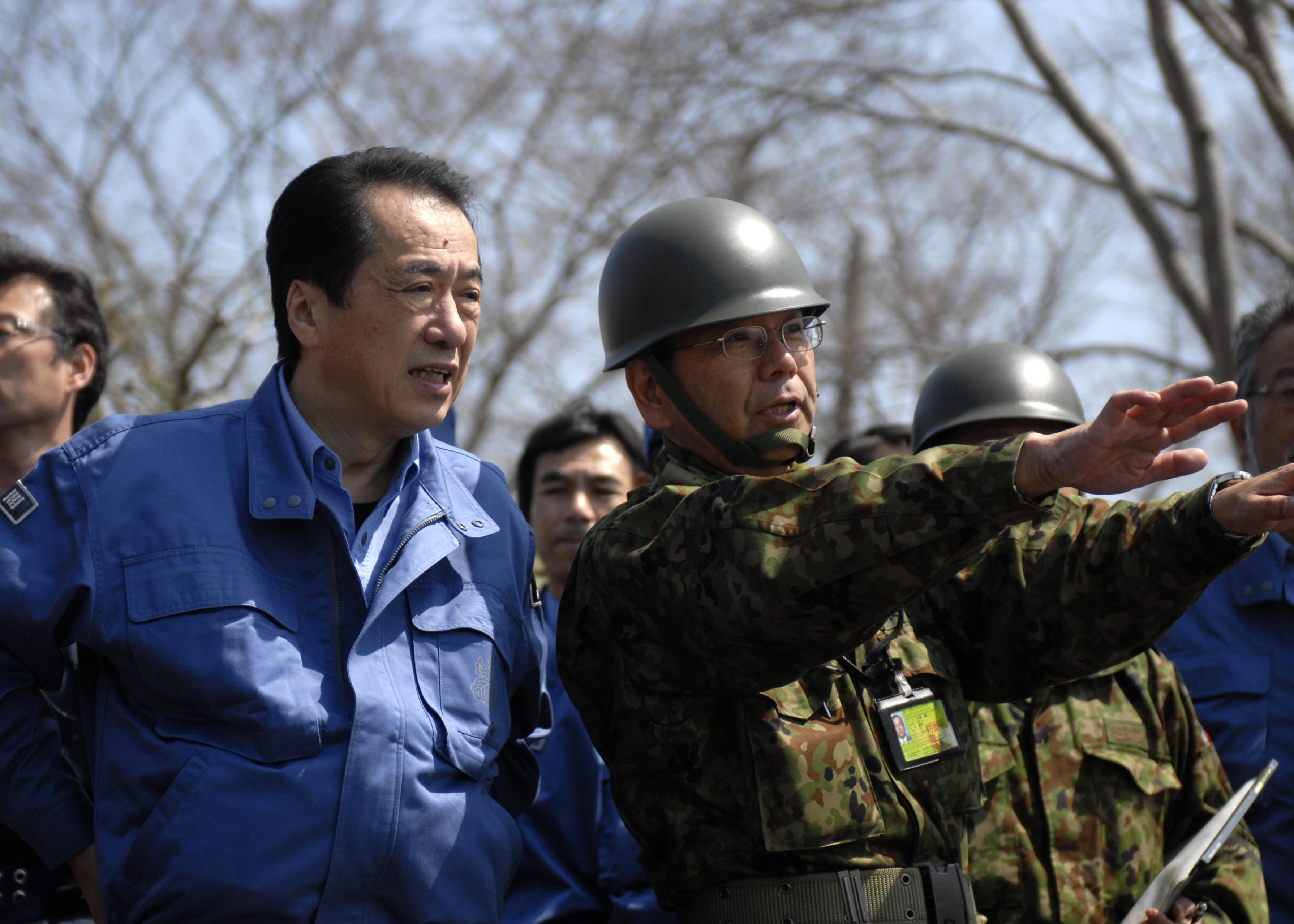
東日本大地震后，菅直人视察石卷市

2011年3月11日，發生東日本大地震，菅直人在福島核災問題處理失當，使得支持率急跌，也使民主党在接下來的選舉接連敗北。
2011年6月2日，因東日本大地震、福島核災菅直人處理失當，在野黨自民黨在眾議院提出內閣不信任案。6月2日由在野自民黨所提出的內閣不信任案在眾議院進行表決，結果293票反對、152票贊成，不信任案未通過，菅直人得以保住首相一職。在不信任案表決前，菅直人為獲得黨內支持承諾有條件辭職，具體為2011年4月第三次補充預算案、「公債發行特例法案」和「可再生能源特別措施法案」獲得國會通過後宣佈離職。
2011年8月28日，菅直人正式宣佈辭去民主黨代表一職，並表示將在新代表選出後辭去首相一職。
2011年9月2日，菅直人上午宣佈內閣總辭，日本國會在下午通過指定民主黨代表野田佳彥為第九十五代日本內閣總理大臣，菅直人結束其十五個月的首相生涯。

## 卸任首相後
2012年12月16日举行的第46届日本众议院议员总选举中，菅直人于东京都第18选区中落败，但比例复活继续担任众议员。
2013年7月16日，菅直人提起诉讼，控告現任首相安倍晋三於兩年前的文章虛假不實，導致他名譽受損。文章指稱时任首相的菅直人在福島電廠事故中直接下令向核电站注入海水的說法为不实情况，实情是东京电力公司先向核电站注入海水，但被菅直人叫停，随后在众人劝说下他才同意。.
2013年7月23日，因为菅直人在2013年參議院議員選舉不服从民主党纪律，擅自为无所属候选人大河原雅子助选，令东京选举区选票分散，民主党推荐候选人铃木宽落败。民主党对菅直人发出离党劝告，表示如果菅直人不服从，将开除他的黨籍。菅直人在眾議院為比例代表，一旦失去黨籍，將連同喪失眾議院議員身分。24日，菅直人与时任民主党代表海江田万里的会谈中，拒绝自愿离党劝告。同日，民主党常任干事会上议会众人对菅直人的处分有不同意见，导致处分被推迟，本周内民主党将再次召开常任干事会进行讨论这个问题。26日午前民主党召开的常任干事会中，民主党修改处罚结果，从开除出党改为停止黨員资格三个月。
2023年11月5日，菅直人宣布不再竞选众议员，希望给更年轻的人挑战机会。

## 參與臺灣反核運動
菅直人於2013年9月受邀訪問臺灣進行核安研討、交流，了解核災事故的應變措施，並參加「反核四，五六運動」晚會等活動，分享面臨複合性災害的心路歷程，受到近千名民眾鼓掌歡迎。菅直人表示：「要核電，就要處理核廢料，電力公司不會把核廢處理列入發電成本，那是全體國民的成本，一旦發生核災，成本更高；對人民來說，核電絕對是昂貴的。」「說核電是乾淨能源是錯的！因為核能廢棄物長期放出輻射；核電廠更不可能安全，除了要想辦法隔離輻射，也面臨著天災與恐怖攻擊等威脅。」
菅直人聲稱，在事故未發生前一直深信核電是安全的，經過福島核災事件後，他認為全世界沒有一座核電廠是絕對安全的。他說：「面對危險核電廠，最好的對策就是：廢核！臺灣人只要下定廢核決心，就一定會知道下一步該怎麼做。一旦決定廢核，政府自然會拿出對策。」他建議台灣應該參考國土同樣小而美的丹麥，認為「丹麥不要核能，不代表他們就不要發展經濟。」「丹麥維斯塔斯風力發電公司屬世界頂尖，也積極發展太陽能發電。」
對於菅直人訪台參與反核活動之消息，日本網友皆投以負面之評論，批評菅直人是福島核災的罪魁禍首、政治立場親中及親韓，並認為他沒有資格指點台灣人。菅直人訪台期間，傳出原計畫參訪核一電廠和乾式儲存設施遭台電拒絕，但台電表示並未收到菅直人或相關團體的參訪申請。

## 家庭
菅實是菅直人的祖父，是一名獸醫；而菅壽雄是菅直人的父親，曾任宇部市一家玻璃廠的廠長。
菅伸子是菅直人的太太，也是他的表姐，被喻為「日本希拉里」；菅伸子是岡山縣淺口市人；她在津田塾大學及早稻田大學均擁有學位。他們育有兩名兒子；共同在東京居住。

## 外部連結
- 菅直人官方網站 （页面存档备份，存于）（日語）
- 菅直人的Ameba部落格（日語）
- 菅直人：新日相脾氣暴躁　人稱「官僚殺手」

| 官衔                    | 官衔 | 官衔                                |
| ----------------------- | --- | ----------------------------------- |
| 前任： 鳩山由紀夫       | 日本內閣總理大臣 第94任：2010年－2011年                                                                          | 繼任： 野田佳彥                     |
| 前任： 久保亙（1996年） | 日本副總理 2009年－2010年                                                                                        | 繼任： 岡田克也（2012年）           |
| 前任： 新設職位         | 日本國家戰略大臣 2009年－2010年                                                                                  | 繼任： 仙谷由人                     |
| 前任： 藤井裕久         | 日本財務大臣 2010年                                                                                              | 繼任： 野田佳彥                     |
| 前任： 森井忠良         | 日本厚生大臣 第74任：1996年                                                                                      | 繼任： 小泉純一郎                   |
| 政党职务                | |                                     |
| 前任： 組成 鳩山由紀夫  | 日本民主黨常任幹事會代表 首任 : 1998年 - 1999年 第3任 : 2002年 - 2004年 第14、15任 : 2010年6月4日－2011年8月28日 | 繼任： 鳩山由紀夫 岡田克也 野田佳彥 |
| 前任： 藤井裕久         | 日本民主黨代行 2006年－2010年6月4日                                                                              | 繼任： 有待公佈                     |
| 前任： 羽田孜           | 日本民主黨幹事長 第2任：2000年－2002年                                                                           | 繼任： 中野寬成                     |
| 前任： 中野寬成         | 日本民主黨政策調査會長 第3任：1999年－2000年                                                                     | 繼任： 岡田克也                     |
| 前任： 組成             | 民主黨(1996年)代表 首任、第2任：1996年－1998年                                                                   | 繼任： 解散                         |